# Eleições gerais no Paraguai em 2018
As Eleições gerais no Paraguai em 2018 foram realizadas em 22 de abril. Foi o sétimo pleito geral no país desde o golpe de estado que pôs fim à ditadura de Alfredo Stroessner em fevereiro de 1989.
Segundo o Tribunal Superior de Justiça Eleitoral (TSJE), o número total de eleitores inscritos e aptos ao voto foi de 4.260.816.

## Perfis dos candidatos à presidência

### Mario Abdo Benítez
Mario Abdo Benítez, nascido na capital paraguaia de Assunção em 10 de novembro de 1971 é político.
Ingressou na carreira política em 2005, filiando-se ao Partido Colorado no qual foi presidente do Senado entre 2015 e 2016 .

Benítez tem rejeição pelo fato de seu pai foi secretário de Alfredo Stroessner.
Em dezembro de 2017,venceu as primárias o ex-ministro da Fazenda Santiago Peña com 570 921 votos (51,01%) contra 483 615 (43,23%) de Peña.

### Efraín Alegre
Efraín Alegre nasceu em San Juan Bautista no dia 18 de janeiro de 1963,ingressou no movimento da Juventud Liberal Radical Auténtica do Partido Liberal Radical Autêntico em 1983. En 1993, é nomeado na Gobernación de Central como secretario geral, a partir de 1995, passou a fazer parte do diretório do PLRA.
Enm 1998 foi eleito Deputado Nacional, e chega a presidir a Câmara nos períodos 2000/2001 e 2002/2003. Posteriormente, em 2008 foi eleito Senador da República, e nomeado Ministro de Obras Públicas e Comunicações, por Fernando Lugo.
Em 2013 disputou pela primeira vez como candidato a Presidente da República pelo PLRA, logo que Blas Llano renunciou a candidatura. Seu vice foi Rafael Filizzola, ex-ministro do interior, membro do Partido Democrático Progresista.Em 21 de abril de 2013 perdeu as eleições presidenciais diante do candidato colorado Horacio Cartes por 8 pontos, de todas formas logo foi a votação histórica para o PLRA superando os 900.000 votos. Em 17 de dezembro de 2017 Alegre  é novamente candidato a Presidente da República pelo PLRA após ganhar as internas partidiarias com 61,1% dos votos contra 26,0% do rival. Seu companheiro de chapa é Leonardo Rubín da Frente Guasú.

### Pedro Almada Galeano
Advogado formado pela Universidade Católica de Nossa Senhora da Assunção e especialista em Direito Penal. Foi secretário-geral da Federação dos Estudantes Universitários (FEU), um grupo de jovens que lutou contra a ditadura de Alfredo Stroessner. Mais tarde, ele se juntou ao movimento Assunção para Todos e apoiou a fundação do Movimento 26 de Maio, através do qual Ing. Ricardo Canese foi candidato a presidente em 1993.Foi também procurador-geral da Frente Guasu (FG) e um dos fundadores do Frente Ampla, através do qual se candidata à Presidência da República.

### Germán Ortega
Ele é um pastor evangélico com permissão, seu partido tem o lema "Deus, pátria e família". Representa o povo evangélico, mas também tem representantes da Igreja Católica em sua lista.Ele é afiliado ao Partido Colorado, mas representa nestas eleições osPartido Socialista Democrático Herederos (PSDH).Ele explicou que o nome do mesmo se refere a ser "herdeiros" da memória do grande desenvolvimento que o Paraguai teve durante a era de José Gaspar Rodríguez de Francia e de los López.

### Ramón Benítez Amarilla
Ele entrou na Academia Militar em 1981, graduando-se como Segundo Tenente de Cavalaria em 1984 e terminou com o posto de General da Brigada.Ele é advogado e tem dois mestrados em Operações Militares e Ciências Militares. Ele fez vários cursos ao longo de sua carreira militar.
Foi comandante da FTC por sete meses, entre agosto de 2014 e março de 2015, e em seu mandato 10 criminosos do autoproclamado Exército do Povo Paraguaio (EPP) e do Grupo das Forças Armadas (ACA) foram mortos e 21 presos. Ele foi demitido como comandante da Força-Tarefa Conjunta (FTC) em abril de 2015 e uma semana depois ele também foi dispensado da liderança da Terceira Divisão de Cavalaria, com assento em Curuguaty, para a qual ele se aposentou.

### Atanasio Galeano
Professor de filosofia, economia política e direito tributário, também músico, poeta e compositor. É definido como "produtor e trabalhador cultural". Ele foi Secretário Geral da Força de Integração Popular. Em 1993, ele foi candidato a deputado do Departametno Central para a Unidade dos Trabalhadores e dos Povos (UTP).Em 2013, o Superior Tribunal de Justiça Eleitoral rejeitou o pedido de registro da organização política Movimiento Independiente Comuneros, pela qual ingressou no Partido Patria Libre para concorrer à presidência.Agora aparece como candidato do Movimento Patriótico Popular, que definiu como partido "nem esquerda nem direita, é hora dos patriotas, respeitosos da institucionalidade democrática da República". Destaca-se o governo do Dr. Francia e a necessidade de debater com os outros candidatos sobre os problemas da economia nacional e do desenvolvimentismo..

### Celino Ferreira Sanabria
Doutor em Odontologia e Prótese de Alta Estética. Ele é afiliado ao Partido Colorado, mas nunca antes disse um partido militar naquele partido ou em qualquer outro. Em 2014, juntamente com outros candidatos, fundou o Movimento Unámonos, composto por 10 outros movimentos independentes.
Ele definiu seu partido como nacionalista e apontou que a base de seu projeto político é a guerra frontal contra a corrupção.

### Juan Bautista Ybañez
Mestre em Engenharia Elétrica pela Universidade Federal do Rio de Janeiro, mais conhecido como o "letradito" Ybañez. Ele tem uma carreira política no Partido Colorado. Ele foi o duo presidencial de Luis María Argaña nas eleições de 1992. Esteve então envolvido na tentativa de golpe de 2000, que supostamente liderou Lino César Oviedo.
Ele exerceu a liderança da Coordenadoria Colorada Campesina (CCC). Em 2006, ele correu para presidente da Junta do Governo pela ANR, uma oportunidade em que a liderança que o acompanhava o acusou de ter desaparecido por 15 dias. Ele competiu nesse período pela Lista 10, mas depois perdeu para a lista de Nicanor Duarte Frutos.

### Jaro Ilicineo Anzoategui Mariño
Bacharel em Ciência da Computação e Mestre em Administração e Gestão de Empresas. Trabalhou para a Entidade Binacional Itaipu. Em maio de 2017, ele solicitou sua aposentadoria antecipada da Entidade Itaipu Binacional para se dedicar a organizar e liderar o Movimento Nacional de Artistas do Paraguai, que o lança à candidatura para estas eleições.

### Efraín Enriquez Gamón
Economista, ex-diplomata, político, pesquisador e poeta. Foi deputado de 1989 a 1993 e constituinte convencional em 1992. Foi embaixador do Paraguai nos Estados Unidos do México e na França e também representou o país antes da Unesco.
Assumiu a direção geral de Itaipu em 2011, durante o governo de Fernando Lugo, e assessorou o comitê do Senado que em 2006 elaborou a base para o pré-acordo daquele ano sobre a Entidade Binacional Yacyretá. Com base nisso, ele escreveu uma série de livros chamados "Itaipu, águas que valem ouro", além de textos como "A tragédia de Curuguaty" e "O confinamento".

## Resultados da corrida presidencial

### Presidente
|                                        | Mario Abdo                             | Partido Colorado                            | 1.206.918 | 46.46%  |
|                                        | Efraín Alegre                          | Gran Alianza Nacional Renovada              | 1.115.876 | 42.93%  |
|                                        | Juan Bautista Ybañez                   | Partido Verde Paraguaio                     | 84.045    | 3.24%   |
|                                        | Jaro Anzoátegui                        | Movimento Nacional Artistas do Paraguai     | 15.490    | 0.60%   |
|                                        | Anastasio Galeano                      | Partido do Movimento Patriótico Popular     | 9.908     | 0.38%   |
|                                        | Ramón Ernesto Benitez                  | Movimento Nacional Reserva Patriótica       | 9.361     | 0.36%   |
|                                        | Pedro Almada                           | Partido da Frente Ampla                     | 8.590     | 0.33%   |
|                                        | Efrain Enriquez                        | Movimento Político Soberanía Nacional       | 7.291     | 0.28%   |
|                                        | Celino Ferreira                        | Movimento Político Cívico Nacional Unámonos | 6.295     | 0.24%   |
|                                        | Justo German Ortega                    | Partido Socialista Democrático Herederos    | 5.930     | 0.23%   |
| Votos nulos/em branco                  | Votos nulos/em branco                  | Votos nulos/em branco                       | 134.548   | 5.18%   |
| Total                                  | Total                                  | Total                                       | 2.597.989 | 100.00% |
| Participação dos eleitores registrados | Participação dos eleitores registrados | Participação dos eleitores registrados      | 2.597.989 | 60.97%  |
| Fuente: TSJE                           |                                        |                                             |           |         |